# Сыра (река, впадает в Камское водохранилище)
Сыра (в верховье Малая Сыра) — река в России, протекает по Пермскому краю. Устье реки находится в 60 км по левому берегу Сылвинского залива Камского водохранилища. Длина реки составляет 43 км, площадь водосборного бассейна 361 км².

## Притоки
- 3,6 км: Берёзовка
- 12 км: Рассольная

## Данные водного реестра
По данным государственного водного реестра России относится к Камскому бассейновому округу, водохозяйственный участок реки — Кама от города Березники до Камского гидроузла, без реки Косьва (от истока до Широковского гидроузла), Чусовая и Сылва, речной подбассейн реки — бассейны притоков Камы до впадения Белой. Речной бассейн реки — Кама.
Код объекта в государственном водном реестре — 10010100912111100013797.